# Nakalipithecus nakayamai
Nakalipithecus nakayamai („opice z Nakali“) je druh vyhynulých hominidů, žijících ve svrchním miocénu (před 9,8 - 9,9 miliony let) na území dnešní Keni.
Jediný druh Nakalipithecus nakayamai byl popsán až v roce 2007 podle nálezu z lokality Nakali ve střední Keni, 40 km západně od města Maralal v okrese Samburu. Druhový přívlastek byl vytvořen podle geologa jménem Katsuhiro Nakayama, který značnou měrou přispěl k výzkumu v Nakali. Nalezený soubor ostatků tvoří 11 izolovaných zubů a spodní čelist se zachovanými, ale silně opotřebenými stoličkami.
Nakalipithecus nakayamai patřil k velkým hominidům - podle nalezených zlomků dosahoval zhruba velikosti gorilí samice. Zuby se silnou vrstvou skloviny naznačují, že kromě ovoce tvořila jeho jídelníček i tužší potrava, například ořechy a semena. Vzhledem k velikosti tohoto tvora i k druhu stravy se předpokládá spíše pozemní život než pobyt v korunách stromů.
Utvářením zubů je Nakalipithecus velmi podobný rodu Ouranopithecus z Řecka. Autoři popisu předpokládají, že by dokonce mohl být předkem Ouranopitéka, protože je mírně starší a znaky na jeho zubech jsou zčásti primitivnější. Mohlo by to ovšem být i naopak, protože oba rody jsou si dobou výskytu velmi blízko. Pro přesnější vytyčení vztahů obou skupin budou potřeba četnější a lépe dochované nálezy.
Význam Nakalipithecus nakayamai spočívá v tom, že se jedná o jednu z mála fosilií ze svrchního miocénu v Africe. Spolu s rody Chororapithecus a Samburupithecus tak zaplňuje mezeru v paleontologickém záznamu z doby těsně předcházející vzniku homininů. Nakalipithecus by navíc mohl být posledním společným předkem šimpanzů, goril a lidí, nebo tvorem velmi blízkým tomuto předku.